# Середня Шахтама
Середня Шахтама́ (рос. Средняя Шахтама) — село у складі Шелопугінського району Забайкальського краю, Росія. Входить до складу Вершино-Шахтамінського сільського поселення.

## Населення
Населення — 84 особи (2010; 56 у 2002).
Національний склад (станом на 2002 рік):
- росіяни — 93 %